# Montrose, Colorado
Montrose, Colorado là một thành phố thuộc quận Montrose, tiểu bang Colorado, Hoa Kỳ. Thành phố có diện tích km², dân số thời điểm năm 2005 theo ước tính của Cục điều tra dân số Hoa Kỳ là 15.479 người .